# Moses Masaya
Moses Masaya  es un escultor de Zimbabue de fama internacional, nacido en Nyanga durante la década de 1940 y fallecido en 1995.

## Datos biográficos
Masaya fue alumno de Joram Mariga en 1957 y trabajó con él durante dos años. En 1970 se unió al estudio al aire libre dirigido por Frank McEwen en Nyanga, recabando en él hasta 1974.  La mayor parte de su obra está inspirada en el acervo de la cultura Shona.  Masaya ha sido profesor de numerosos artistas, incluyendo entre ellos a su primo Eddie y los escultores Canaan Ngandu y Lincon Muteta.
Masaya ha expuesto a nivel internacional.
Lucky Office, un joven aspirante a escultor se reunió con Masaya, a la edad de 19 años, y desde entonces ha ido también convirtiéndose en uno de los principales escultores de Zimbabue.